# Hermann Leopoldi

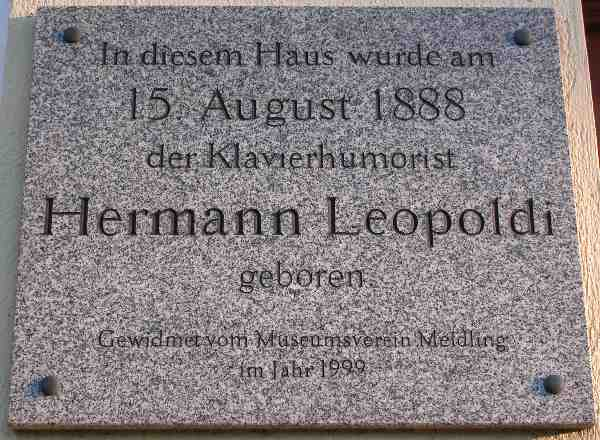
Gedenktafel für Hermann Leopoldi (Wien-Meidling, Schönbrunner Straße 219)

Hermann Leopoldi (* 15. August 1888 in Gaudenzdorf, Meidling-Schönbrunner Straße (heute Wien, 12. Bezirk, Schönbrunner Straße 219) als Hersch Kohn; † 28. Juni 1959 in Wien, 9. Bezirk, Mariannengasse 10 (Poliklinik)) war ein österreichischer Komponist, Kabarettist und Klavierhumorist.

## Leben

„Am Klavier: Leopoldi von der Savoy-Bar in Wien“, Baden, 1913

Sein Vater Leopold Kohn – die offizielle Änderung des Familiennamens in Leopoldi erfolgte 1911 – war Musiker und brachte seinen Söhnen Ferdinand (1886–1944) und Hermann das Klavierspiel bei. Er bemühte sich auch um Engagements für die beiden; 1904 ging Hermann bereits in sein erstes Engagement als Klavierbegleiter, später wurde er Kapellmeister, Barpianist und bald Klavierhumorist und Komponist.
1911 heiratete er Eugenie Kraus (1894–1982), aus der Ehe gingen zwei Kinder, Norbert (1912–1992) und Gertrude (1915–1992), hervor. Zu Beginn des Ersten Weltkrieges rückte er ein und betätigte sich bald als Klavierhumorist und Kapellmeister im Frontvarieté. 1916 erfolgte sein erster großer Auftritt im Wiener Etablissement Ronacher. Nach dem Ersten Weltkrieg war das Unterhaltungsbedürfnis groß, dementsprechend waren auch die Brüder Leopoldi viel beschäftigte Künstler. 1922 eröffneten sie schließlich zusammen mit dem Conférencier Fritz Wiesenthal das Kabarett „Leopoldi-Wiesenthal“, kurz „L.W.“, in der Rothgasse 5 im ersten Wiener Gemeindebezirk. Das Lokal wurde bald weit über die Landesgrenzen bekannt. Neben Leopoldi-Wiesenthal traten hier mehr oder weniger regelmäßig Charlotte Waldow, Franzi Ressel, Armin Berg, Hans Moser, Szöke Szakall, Max Hansen, Fritz Grünbaum, Karl Valentin oder Raoul Aslan und Otto Tressler auf. 1925 mussten sie das Lokal jedoch aus finanziellen Gründen schließen, keiner der Betreiber hatte jemals kaufmännisches Handeln erlernt. Daraufhin gastierten sie in Berlin, in der Schweiz und unternahmen Tourneen.
Hermann Leopoldi wurde langsam zu einem der populärsten Liederkomponisten und Vortragskünstler. Er schuf die Musik zu Wienerliedern und Chansons, vertonte Texte von Peter Herz, Rudolf Skutajan, „Salpeter“ (d. i. Karl Pollach), Theodor Waldau, Robert Katscher, Fritz Löhner-Beda, Fritz Rotter oder Hanns Haller. Seine Bühnenpartnerin war ab 1929 Betja Milskaja, geboren um 1907 in Odessa als Basia Meiltreiger. Gemeinsam gastierten sie unter anderem in Berlin, Paris, Budapest, Bukarest, Prag, Karlsbad und natürlich Wien.

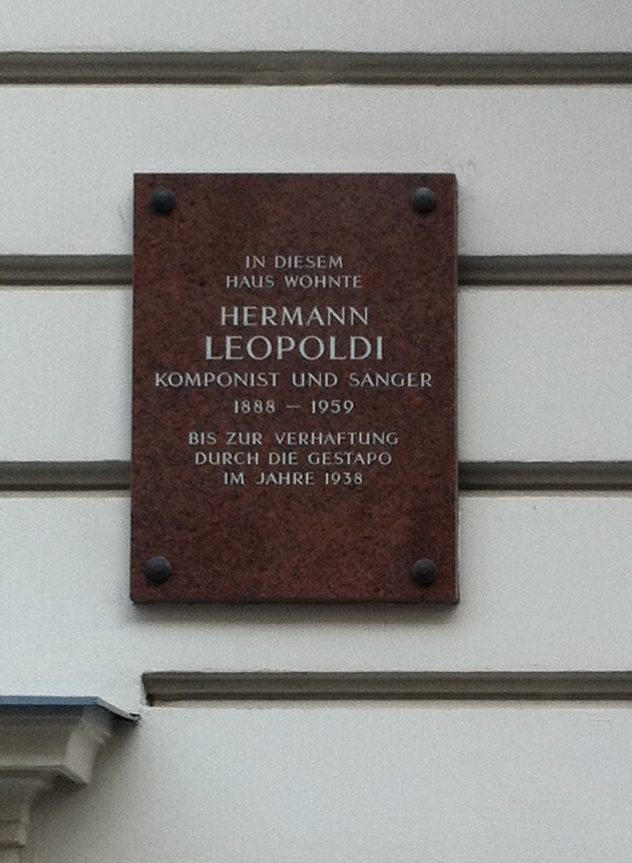
Gedenktafel am Haus Marxergasse 25 in Wien-Landstraße

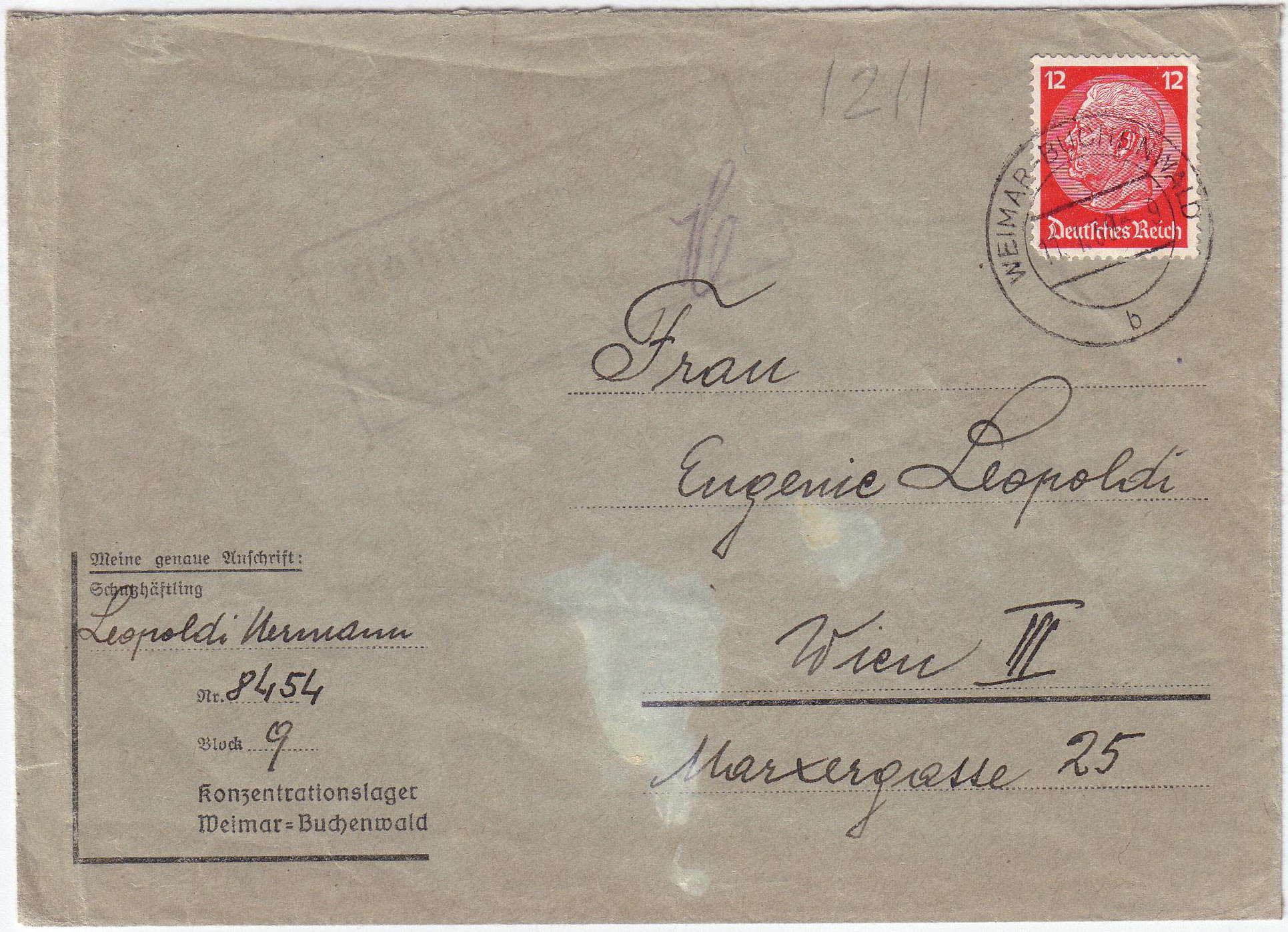
Brief von Hermann Leopoldi aus dem KZ Buchenwald an Eugenie Leopoldi (Jänner 1939)

Um dem unmittelbar drohenden „Anschluss Österreichs“ am 11. März 1938 zu entkommen, fuhren beide noch in der Nacht zu einem schon geplanten Auftritt am 12. März nach Brünn. Der bereits mit Flüchtlingen überfüllte Zug, unter ihnen war auch Fritz Grünbaum, wurde an der tschechischen Grenze angehalten. Edvard Beneš hatte die Grenze für Flüchtlinge sperren lassen, und so wurden alle zurückgeschickt. Am 26. April 1938, Leopoldi hatte zusammen mit seiner Frau bereits die Einreise in die USA vorbereitet, wurde er aus seiner Wohnung zur „Auskunft“ ins Polizeikommissariat gebracht, von dort in das Notgefängnis in der Karajangasse und anschließend ins KZ Dachau überstellt, wo er gemeinsam mit Fritz Grünbaum, Paul Morgan und Fritz Löhner-Beda inhaftiert war. Im September 1938 wurden sie ins KZ Buchenwald deportiert. Dort entstand das Buchenwaldlied, zu dem er auf den Text von Löhner-Beda die Musik komponierte. Die Melodie zum sogenannten Dollfußlied (Lied der Jugend) stammt dagegen Peter Diem zufolge von Alois Dostal (1878, Wien – 1953, Wien) und nicht von Leopoldi, dem es weithin zugeschrieben wurde. Textdichter und Komponist traten unter dem Pseudonym Austriacus auf; es wurde auch von den Nationalsozialisten Hermann Leopoldi zugeschrieben, der im KZ festgehalten wurde, bis Rudolf Henz als Zeuge bestätigte, dass Leopoldi mit dem Dollfußlied nichts zu tun habe.
Inzwischen konnten seine Frau, die bereits in den USA war, und deren Eltern Leopoldi „freikaufen“ und schickten ein Affidavit. Er gelangte über Hamburg nach New York, wo er von Familie und Reportern erwartet wurde. Gleich nach dem Betreten amerikanischen Bodens küsste er diesen, ein Bild, das um die Welt ging. Dieser Beginn half ihm beim Einstieg in das amerikanische Unterhaltungsgeschäft. Bald trat er in „Eberhardt's Café Grinzing“ in New York mit seinen Wiener Liedern auf und lernte dort Helly Möslein, seine spätere Bühnen- und Lebenspartnerin, kennen. Mit den ebenfalls emigrierten Textdichtern wie Robert Gilbert, Kurt Robitschek, Arthur Berger und auch mit Helly Möslein wurde Leopoldis Repertoire an die neue Sprache angepasst. Mit I Am a Quiet Drinker oder A Little Café Down the Street konnten beide bald mit großem Erfolg eigene Vorstellungen in deutschsprachigen New Yorker Exilcafés, wie dem „Old Vienna“ oder im „Viennese Lantern“, und auch in anderen Städten der USA geben.
Nach Kriegsende und auf Einladung des damaligen Unterrichtsministers Hurdes sowie des Wiener Kulturstadtrates Matejka kehrten Leopoldi und Möslein 1947 nach Wien zurück. Leopoldi konnte dort weitermachen, wo er 1938 jäh unterbrochen worden war. Bars, Varietés, Vergnügungslokale rissen sich um ihn, er unternahm gemeinsam mit Möslein Tourneen durch Österreich, Deutschland und die Schweiz. 1955 bekam Möslein den gemeinsamen Sohn Ronald.
Leopoldi starb am 28. Juni 1959 in Wien. Sein ehrenhalber gewidmetes Grab befindet sich auf dem Wiener Zentralfriedhof (Gruppe 15C, Reihe 2, Nr. 18), wo auch seine 1998 verstorbene Lebenspartnerin Helly Möslein beerdigt ist.

## Auszeichnungen
- 1937: Österreichisches silbernes Verdienstzeichen
- 1958: Goldenes Verdienstzeichen der Republik Österreich

## Werke
Leopoldis Werk umfasst hunderte Chansons und Schlager. Hier eine kleine Auswahl:
- In einem kleinen Café in Hernals (Text: Peter Herz)
- Am besten hat’s ein Fixangestellter (Text: Peter Herz)
- Der Krankenkassenpatient (Text: Hanns Haller)
- I bin a stiller Zecher (Text: Salpeter)
- Beim Hauer in der A’nschicht (Text: Rudolf Skutajan)
- Schnucki, ach Schnucki (Text: Rudolf Skutajan)
- A guater Tropfen, so dreimal täglich (Text: Salpeter)
- I bin a unverbesserlicher Optimist (Text: Robert Katscher und Erwin W. Spahn; Musik gemeinsam mit Robert Katscher)
- Die Novaks aus Prag (Text: Kurt Robitschek)
- Schön ist so ein Ringelspiel´ (Text: Peter Herz)
- Powidltatschkerln (Text: Rudolf Skutajan)
- Heute spielt der Uridil (Text: Robert Katscher und Hermann Leopoldi, Musik: Oskar Steiner und Oskar Virag)
- 32 Groschen ... (Text: Erwin W. Spahn)
- Jedlersee (Text: Salpeter)

## Würdigung
„Wenn ich mich an Hermann Leopldi und Helly Möslein erinnere, so denke ich zuerst an die Zeit in New York während des Krieges, wo ich sie durch Robert Stolz kennengelernt habe.
Leopoldi war für uns alle irgendwie ein Wesen von einem anderen Stern, hatte er doch das Grauen der KZ-Lager von Buchenwald und Dachau dank einer an Wunder grenzenden Rettung überstanden.
Den Glauben an das Gute im Menschen hat er sich bewahrt und ist ein Optimist geblieben, der vielen in schwerer Zeit Mut und Zuversicht geschenkt hat. [...]
Hermann Leopoldi war ein grandioser Pianist mit internationalen Erfolgen, der dem Klavier die wunderbarsten Töne entlocken konnte, und Helly Möslein begeisterte als äußerst einfühlsame Sängerin.
Beide haben sich in ihrer Kunst ergänzt und waren ein höchstprofessionelles Paar, das alle Möglichkeiten für eine große Karriere in Amerika hatte. Aber, wie genau so wie bei Robert Stolz, war auch bei ihnen das Heimweh stärker, und die Rückkehr nach Wien, in die geliebte Heimat, von der sie so lange träumten, bedeutete ihnen mehr als Ruhm und Erfolg in der Fremde. In seinen Liedern lebt bestes, unverfälschtes Wienertum“. (Einzi Stolz)

## Sonstiges
- Das Bezirksmuseum Meidling besitzt mit seinem Hermann-Leopoldi-Archiv eine der umfangreichsten Sammlungen zu Leben und Schaffen Hermann Leopoldis.[9]
- In Wien-Meidling (Arndtstraße/Mandlgasse) trägt seit Juni 1984 der Hermann-Leopoldi-Park,[10] seit 2002 auch der Hermann-Leopoldi-Weg seinen Namen. (Der parallel verlaufende Nachbarweg heißt Helly Möslein-Weg.)

## Noten (Auswahl)
- Ronald Leopoldi (Hrsg.): Leopoldiana. Gesammelte Werke von Hermann Leopoldi und 11 Lieder von Ferdinand Leopoldi in zwei Bänden. Doblinger, Wien 2011, ISBN 978-3-902667-23-6 (Beiträge zur Wiener Musik Band 2, hrsg. vom Wiener Volksliedwerk).
- Reinhard Wallner (Hrsg.): Wiener Bar Pianisten. Musik für Dinner und Cocktailbar. (enthält folgende Leopoldi-Werke: Am besten hat’s ein Fixangestellter, In einem kleinen Cafè in Hernals, Schnucki ach Schnucki, Schön ist so ein Ringelspiel) 1. Auflage. Band 3, Barmusik Records Trumau 2013, ISBN 978-3-200-03143-2, S. 230.